# Archilochus alexandri
Il colibrì golanera o colibrì mentonero (Archilochus alexandri (Bourcier & Mulsant, 1846)) è un piccolo uccello della famiglia dei Trochilidae, diffuso nel Nord America.